# Archangelopsis jagoa
Archangelopsis jagoa is een hydroïdpoliep uit de familie Rhodaliidae. De poliep komt uit het geslacht Archangelopsis. Archangelopsis jagoa werd in 1996 voor het eerst wetenschappelijk beschreven door Hissmann, Schauer & Pugh. 